# Joos van Wassenhove

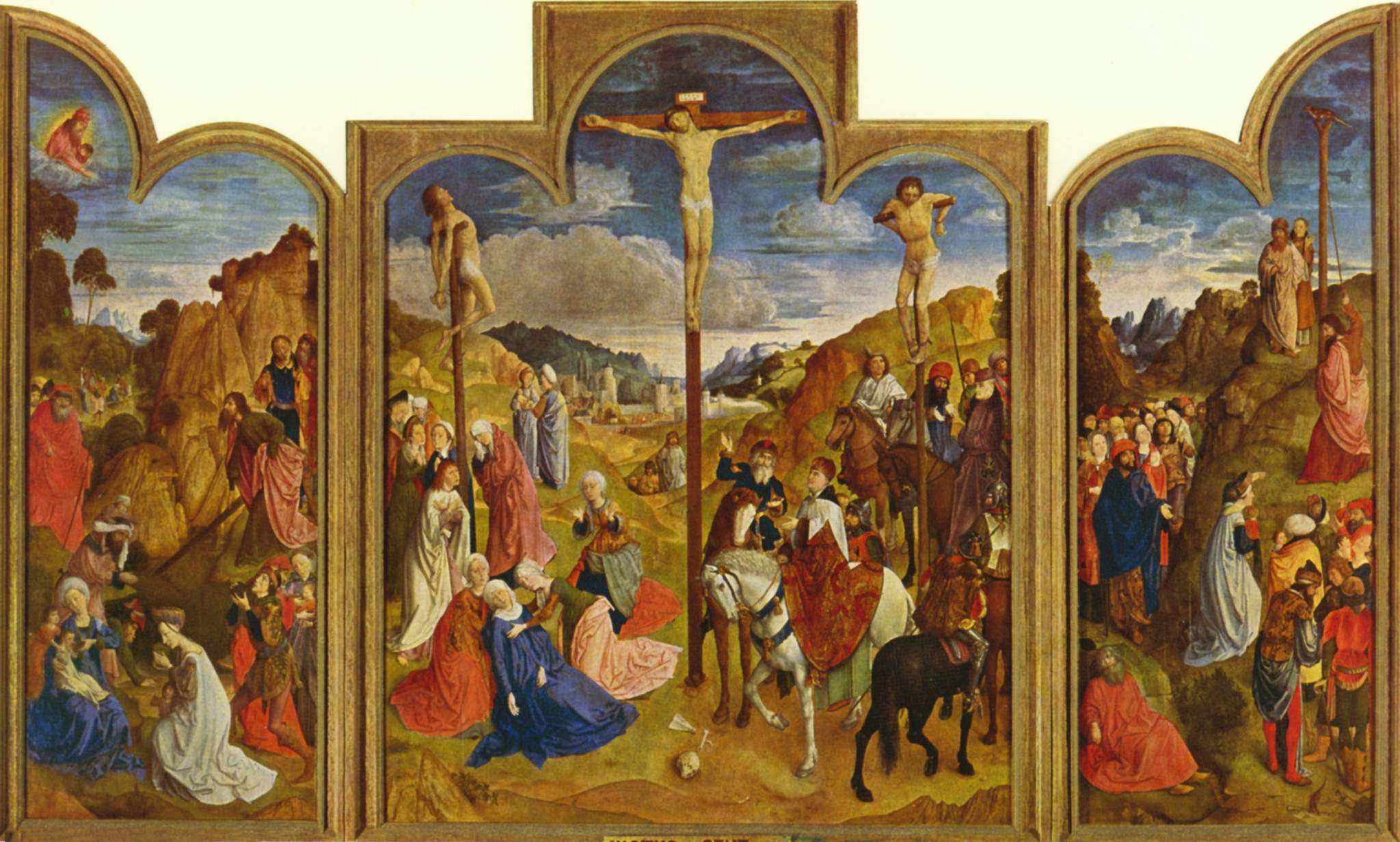
Triptychon in Gent

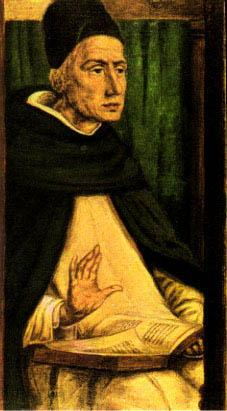
Albertus Magnus, um 1475, Urbino

Joos van Wassenhove (auch Justus van Gent), Justus oder Jodocus of Ghent, oder Giusto da Guanto (* um 1410; † um 1480) war ein flämischer Maler, der in Italien arbeitete.

## Leben
Die Stadtarchive von Gent sind – ergebnislos – nach einem Hinweis auf die Geschichte des Malers durchsucht worden, den die Biografen Vasari und Guicciardini Giusto da Guanto (Justus aus Gent) nannten. Flämische Geschichtsschreiber des 16. Jahrhunderts haben die dürftigen und unbelegten Äußerungen Vasaris erweitert, indem sie ihn zum Schüler des Hubert van Eyck erklärten. Die Register der Lukasgilde Gents enthalten sechs Meister mit Namen Joos oder Jodokus, die im 15. Jahrhundert in Gent arbeiteten. Es ist allerdings kein Werk eines dieser Meister erhalten geblieben, und es ist unmöglich, deren Stil mit dem Giustos abzugleichen.
Zwischen 1465 und 1474 schuf der Maler das von Vasari beschriebene Abendmahl der Apostel, das sich heute in der Galleria Nazionale delle Marche im Palazzo Ducale in Urbino befindet. Es war ein Auftragswerk im Namen von Federico da Montefeltro für die Bruderschaft Corpus Christi. Montefeltro ist darin als Begleiter von Caterino Zeno dargestellt, der damals persischer Gesandter in einer Mission am Hofe von Urbino war. Aufgrund dieser sonderbaren Darstellung kann man annehmen, dass Giusto weit entfernt davon war, ein Schüler des mutmaßlichen Hubert Van Eycks zu sein, sondern bei einem späteren Meister studiert haben muss, vielleicht Dieric Bouts.
In der Bildgestaltung und als Zeichner fällt Giusto hinter die bekannteren Maler aus Flandern zurück; obwohl seine Porträts gut sind, zeichnet sich seine Typendarstellung nicht durch Raffinesse des Charakters oder Ausdrucks aus. Technisch ist er mit Geertgen tot Sint Jans zu vergleichen, dessen berühmteste Bilder im Kunsthistorischen Museum in Wien gesammelt werden. Der florentinische Buchhändler Vespasiano da Bisticci, der viel zur Geschmacksbildung des Federico da Montefeltro beitrug, berichtet, dass der Herzog aus den Niederlanden einen fähigen Meister anforderte, um eine Bilderserie antiker Persönlichkeiten zu schaffen, die für eine kürzlich errichtete Bibliothek im Palast von Urbino angefertigt werden sollte. Es ist vermutet worden, dass Joos van Wassenhove der Autor dieser 28 Porträts berühmter Männer war, die im Louvre und der Galleria Nazionale delle Marche bewahrt werden.
Es gibt jedoch deutliche Unterschiede zwischen diesen Bildern und dem Abendmahl der Apostel. Es ist nach wie vor möglich, dass Giusto seinen flämischen Stil nach einer gewissen Zeit des Studiums der Meisterwerke von Raffael und Melozzo da Forlì abgemildert hatte, und so diese vermischte Malweise flämischer wie italienischer Einflüsse erlangte, die diese Porträts von Honoratioren ausdrücken. Wenn eine solche Anpassung wirklich stattgefunden haben sollte, spräche das für eine gewisse Bewunderung für den flämischen Stil, wenn man bedenkt, dass Raffael diese Porträts nicht nur schätzte, sondern sie sogar in seinem Skizzenbuch festhielt, das heutzutage ein Schmuckstück der Venezianischen Accademia darstellt.
Es gibt keinen Grund anzunehmen, dass Giusto da Guanto mit dem Maler Justus d'Allamagna identisch ist, der die Verkündigung (1451) im Kreuzgang von Santa Maria di Castello bei Genua schuf. Zeichnung und Farbgebung dieser Wandmalerei weisen deutlich darauf hin, dass Justus d’Allamagna aus Süddeutschland stammte, während sein Namensvetter aus Urbino gebürtiger Niederländer war.

## Werke
- Adoration of the Magi
- Calvary
- Communion of the Apostles (currently in the Galleria Nazionale, Urbino)